# Tremblois-lès-Rocroi
Tremblois-lès-Rocroi est une commune française, située dans le département des Ardennes en région Grand Est.

## Géographie
|        | Sévigny-la-Forêt     |                          |
| Chilly | Tremblois-lès-Rocroi | Le Châtelet-sur-Sormonne |
|        | Laval-Morency        |                          |

Ancien hameau de Laval-Morency, la commune fut érigée en 1870, aux dépens du territoire de sa commune d'origine.

### Hydrographie
La commune est dans le bassin versant de la Meuse au sein du bassin Rhin-Meuse. Elle est drainée par le ruisseau de Tremblois,.

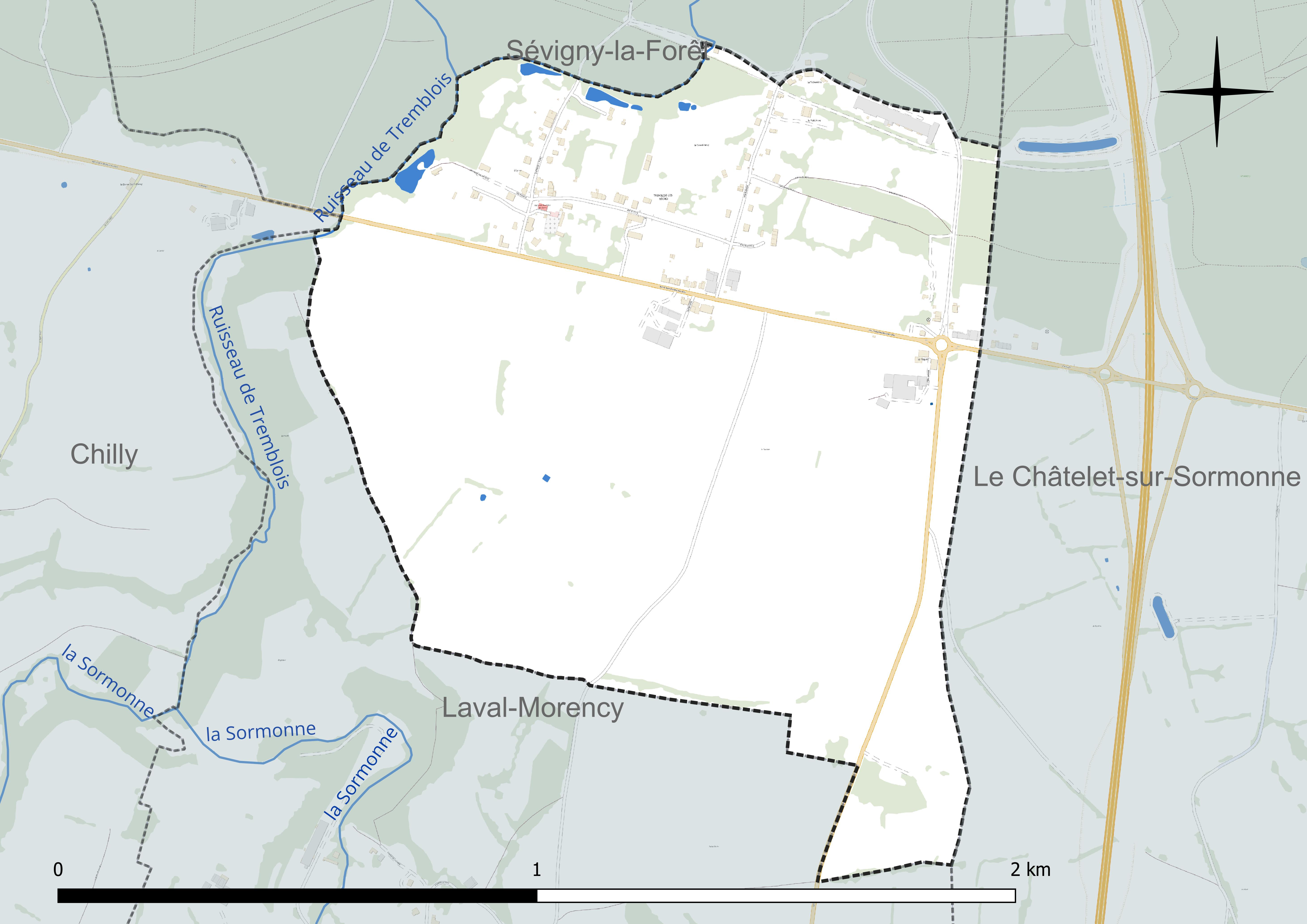
Réseau hydrographique de Tremblois-lès-Rocroi.

### Climat
Pour des articles plus généraux, voir Climat du Grand Est et Climat des Ardennes.
En 2010, le climat de la commune est de type climat de montagne, selon une étude du Centre national de la recherche scientifique s'appuyant sur une série de données couvrant la période 1971-2000. En 2020, Météo-France publie une typologie des climats de la France métropolitaine dans laquelle la commune est exposée à un climat océanique altéré et est dans la région climatique  Nord-est du bassin Parisien, caractérisée par un ensoleillement médiocre, une pluviométrie moyenne régulièrement répartie au cours de l’année et un hiver froid (3 °C). 
Pour la période 1971-2000, la température annuelle moyenne est de 9,3 °C, avec une amplitude thermique annuelle de 15,4 °C. Le cumul annuel moyen de précipitations est de 1 085 mm, avec 13,3 jours de précipitations en janvier et 9,9 jours en juillet. Pour la période 1991-2020, la température moyenne annuelle observée sur la station météorologique de Météo-France la plus proche, « Rocroi », sur la commune de Rocroi à 9 km à vol d'oiseau, est de 9,5 °C et le cumul annuel moyen de précipitations est de 1 210,4 mm. 
La température maximale relevée sur cette station est de 37,6 °C, atteinte le 25 juillet 2019 ; la température minimale est de −14,7 °C, atteinte le 4 février 2012,,. 
Les paramètres climatiques de la commune ont été estimés pour le milieu du siècle (2041-2070) selon différents scénarios d'émission de gaz à effet de serre à partir des nouvelles projections climatiques de référence DRIAS-2020. Ils sont consultables sur un site dédié publié par Météo-France en novembre 2022.

## Urbanisme

### Typologie
Au 1er janvier 2024, Tremblois-lès-Rocroi est catégorisée commune rurale à habitat dispersé, selon la nouvelle grille communale de densité à 7 niveaux définie par l'Insee en 2022.
Elle est située hors unité urbaine. Par ailleurs la commune fait partie de l'aire d'attraction de Charleville-Mézières, dont elle est une commune de la couronne,. Cette aire, qui regroupe 132 communes, est catégorisée dans les aires de 50 000 à moins de 200 000 habitants,.

### Occupation des sols
L'occupation des sols de la commune, telle qu'elle ressort de la base de données européenne d’occupation biophysique des sols Corine Land Cover (CLC), est marquée par l'importance des territoires agricoles (74 % en 2018), en diminution par rapport à 1990 (96,2 %). La répartition détaillée en 2018 est la suivante : 
prairies (72,8 %), zones urbanisées (22,2 %), forêts (3,8 %), zones agricoles hétérogènes (1,2 %). L'évolution de l’occupation des sols de la commune et de ses infrastructures peut être observée sur les différentes représentations cartographiques du territoire : la carte de Cassini (XVIIIe siècle), la carte d'état-major (1820-1866) et les cartes ou photos aériennes de l'IGN pour la période actuelle (1950 à aujourd'hui).

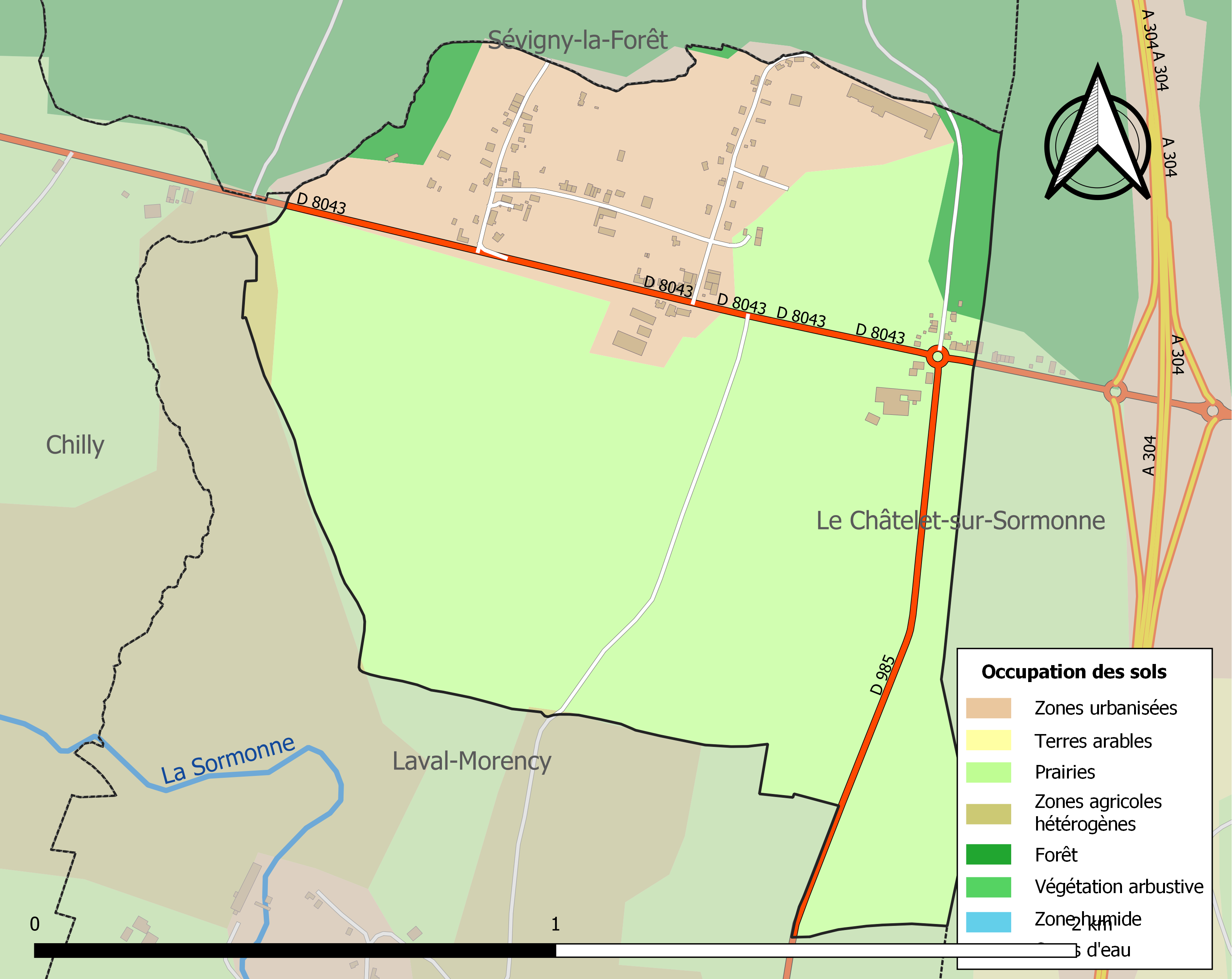
Carte des infrastructures et de l'occupation des sols de la commune en 2018 (CLC).

## Toponymie
Le nom de la localité est attesté sous la forme Trembloit en 1176.
De l'oïl trembloi « lieu planté de trembles ».
La préposition « lès » permet de signifier la proximité d'un lieu géographique par rapport à un autre lieu. En règle générale, il s'agit d'une localité qui tient à se situer par rapport à une ville voisine plus grande. La commune de Tremblois indique qu'elle se situe près de Rocroi.

## Histoire
En 1642 des troupes vinrent brûler des maisons capturant les animaux, rançonnant des habitants. Les habitants ont déserté le village depuis l'ascension de 1642 jusqu'à juin 1643 après la bataille de Rocroi.

## Politique et administration
| Période                                  | Période  | Identité            | Étiquette | Qualité                                                                   |
| ---------------------------------------- | -------- | ------------------- | --------- | ------------------------------------------------------------------------- |
|                                          | 1876     | Frognut             |           |                                                                           |
| 1877                                     |          | Frougnut            |           |                                                                           |
| avant 1988                               | ?        | Albert Delannoy     | DVD       |                                                                           |
| mars 2001                                | mai 2020 | Jacques Mainnemarre |           | Retraité salarié du secteur privé                                         |
| mai 2020                                 | en cours | Fabrice Maurice     |           | Personne sans activité Professionnelle de moins de 60 ans (non Retraitée) |
| Les données manquantes sont à compléter. |          |                     |           |                                                                           |

Tremblois-lès-Rocroi a adhéré à la charte du parc naturel régional des Ardennes, à sa création en décembre 2011.

## Démographie
L'évolution du nombre d'habitants est connue à travers les recensements de la population effectués dans la commune depuis 1872. Pour les communes de moins de 10 000 habitants, une enquête de recensement portant sur toute la population est réalisée tous les cinq ans, les populations de référence des années intermédiaires étant quant à elles estimées par interpolation ou extrapolation. Pour la commune, le premier recensement exhaustif entrant dans le cadre du nouveau dispositif a été réalisé en 2007.

En 2022, la commune comptait 156 habitants, en évolution de −3,11 % par rapport à 2016 (Ardennes : −2,97 %, France hors Mayotte : +2,11 %).
| 1872 | 1876 | 1881 | 1886 | 1891 | 1896 | 1901 | 1906 | 1911 |
| ---- | ---- | ---- | ---- | ---- | ---- | ---- | ---- | ---- |
| 268  | 285  | 268  | 256  | 256  | 243  | 225  | 194  | 188  |

| 1921 | 1926 | 1931 | 1936 | 1946 | 1954 | 1962 | 1968 | 1975 |
| ---- | ---- | ---- | ---- | ---- | ---- | ---- | ---- | ---- |
| 177  | 148  | 159  | 159  | 166  | 177  | 144  | 153  | 153  |

| 1982 | 1990 | 1999 | 2006 | 2007 | 2012 | 2017 | 2022 | - |
| ---- | ---- | ---- | ---- | ---- | ---- | ---- | ---- | - |
| 198  | 168  | 167  | 159  | 158  | 171  | 156  | 156  | - |

## Culture locale et patrimoine

### Lieux et monuments
- Église Saint-Luc de Tremblois-lès-Rocroi.

### Héraldique
| Blason de Tremblois-lès-Rocroi | Blason  | D’azur au chevronnel accompagné en chef de deux bouquets de trois épis de blé liés et en pointe d’un besant, le tout d’or, au chef cousu de gueules chargé d’un lévrier passant d’argent colleté du champ. |
| Blason de Tremblois-lès-Rocroi | Détails | Création Jean-Jacques Baron, Michel Demoncheaux et Jean-Marie Jolly. Adopté le 2 mars 2001. |